# 内田恵太郎
内田 恵太郎（うちだ けいたろう、1896年（明治29年）12月27日 - 1982年（昭和57年）3月3日）は、日本の魚類学者。

## 経歴
東京神田小川町駿河下出身。第一高等学校卒、東京帝国大学農学部水産学科を卒業。
卒業後は同大学講師、朝鮮総督府水産試験場技師をへて、1942年九州帝国大学農学部教授となる。戦後、1947年に『朝鮮魚類誌』を九州大学に提出して農学博士の学位を取得。九州大学付属水産実験所所長として勤務した。定年退官、名誉教授。

## 研究内容・業績
魚類の生活史を研究テーマとした。

## 受賞・栄典
- 1942年：朝鮮文化功労賞受賞。
- 1961年：西日本文化賞受賞。

## 家族・親族
内田清之助、内田勇三郎は従兄。

## 著書
- 『万有科学大系 第9篇 海の生物』万有科学大系刊行会、1928年。
- 『さかな 日常生活と魚類』慶応通信、1956年。
- 『稚魚を求めて ある研究自叙伝』岩波新書、1964年。
- 『さかな異名抄』朝日新聞社、1966 のち文庫
- 『流れ藻』西日本新聞社、1972年。
- 『私の魚博物誌』立風書房、1979年。
- 『流れ藻 内田恵太郎歌文集』内田さち子、塚原博編 西日本新聞社、1983年。

共著
- 『魚の世界・獣の世界』岸田久吉共著 興文社 小学生全集、1928年。

## 博士論文
- 内田恵太郎『朝鮮魚類誌』 九州帝国大学〈報告番号不明〉、1947年。NAID 500000312657。

## 論文
- 内田恵太郎「魚類及び他の水産動物の跳躍並びに飛行について」『水産学会報』第4巻、1923年、43-73頁、CRID 1571417124915193856。
- 内田惠太郎「イシダヒOplegnathus fasciatus (TEMMINCK & SCHLEGEL) の稚魚に於ける斑紋の形成及び習性に就て」『動物学雑誌』第38巻第454号、東京動物學會、1926年8月、228-237頁、doi:10.34435/zm001904、ISSN 0044-5118、CRID 1390572176573191680。
- 内田惠太郎「カハハギ科の魚數種の稚魚及び習性に就いて」『動物学雑誌』第39巻第462号、東京動物學會、1927年4月、161-178頁、doi:10.34435/zm001932、ISSN 0044-5118、CRID 1390290701590037632。
- 内田恵太郎「相模灣より得たるカライワシのLeptocephalus型幼魚に就いて」『動物学雑誌』39 issue=462、東京動物學會、1927年4月、199-200頁、CRID 1541417145298726784。
- 内田惠太郎「アヰゴの生活史竝に斑紋の變化に就いて」『動物学雑誌』第44巻第526号、東京動物學會、1932年8月、309-322頁、doi:10.34435/zm002185、ISSN 0044-5118、CRID 1390572176579662080。
- 内田惠太郎「マツカサウヲの幼期」『動物学雑誌』第44巻第527号、東京動物學會、1932年9月、366-367頁、doi:10.34435/zm002192、ISSN 0044-5118、CRID 1390572176586282752。
- 内田惠太郎「ヘコアユの幼期」『動物学雑誌』第45巻第542号、東京動物學會、1933年12月、491-493頁、doi:10.34435/zm002255、ISSN 0044-5118、CRID 1390853651556366976。
- 内田惠太郎「カウライオヤニラミの生活史」『動物学雑誌』第47巻第559号、東京動物學會、1935年5月、257-275頁、doi:10.34435/zm002329、ISSN 0044-5118、CRID 1390853651556370560。
- 内田惠太郎「サヨリとクルメサヨリとの種の異同に就て」『動物学雑誌』第48巻第6号、東京動物學會、1936年6月、295-306頁、doi:10.34435/zm002429、ISSN 0044-5118、CRID 1390572176586300672。
- 内田恵太郎「魚類に於ける擬態の数例」『九州大學農學部學藝雜誌』第13巻第1/4号、九州大學農學部、1951年11月、294-296頁、doi:10.15017/21242、ISSN 0368-6264、CRID 1390009224837378816。
- 庄島洋一, 藤田矢郎, 内田恵太郎「アカカマスの卵発生と仔魚前期」『九州大學農學部學藝雜誌』第16巻第2号、九州大學農學部、1957年11月、313-318頁、doi:10.15017/21440、ISSN 0368-6264、CRID 1390853649767616512。
- 内田恵太郎, 庄島洋一「流れ藻に関する研究・流れ藻に伴う稚仔魚-I」『日本水産学会誌』第24巻第6-7号、日本水産学会、1958年、411-415頁、doi:10.2331/suisan.24.411、ISSN 00215392、CRID 1390282681390980608。
- 内田恵太郎, 道津喜衛, 水戸敏, 中原宮太郎「ブリの産卵および初期生活史」『九州大學農學部學藝雜誌』第16巻第3号、九州大學農學部、1958年3月、329-342頁、doi:10.15017/21443、ISSN 0368-6264、CRID 1390290699814198400。
- 内田恵太郎「フグという奇妙な魚」『世界』第266号、岩波書店、1968年1月、268-271頁、ISSN 05824532、CRID 1522262180052901120。
- 内田恵太郎「マンボウの話」『自然= Nature』第23巻第11号、中央公論社、1968年11月、56-57頁、ISSN 03870014、CRID 1520010379900484352。
- 内田恵太郎「クルメサヨリ」『日本産魚類の稚魚期の研究』第1巻、金子書店、1975年、24-25頁、CRID 1571135649985369728。

## 参考サイト
- コトバンク
- 徳元美智子「中央図書館所蔵内田文庫」『九州大学附属図書館研究開発室年報』第2011/2012巻、九州大学附属図書館、2012年7月、34-35頁、doi:10.15017/24954、ISSN 1881-3542。